# 磯智明
磯 智明（いそ ともあき、1966年 -）は、テレビプロデューサー。日本放送協会制作局第2制作センタードラマ制作部チーフプロデューサー。文化庁芸術祭優秀賞、ギャラクシー賞、モンテカルロ・テレビ祭優秀賞、アジア太平洋放送連合賞等受賞。

## 経歴
東京都出身。東京都立国立高等学校を経て1990年に一橋大学社会学部を卒業、大学在学中は映像制作のサークルで活動し、矢澤修次郎ゼミナールに参加。同年、日本放送協会入局。NHK名古屋放送局に配属。1994年日本放送協会制作局ドラマ番組部助監督。演出を経て2005年からプロデューサーとなる。2007年名古屋放送局制作部プロデューサーに異動。2010年日本放送協会制作局第2制作センタードラマ制作部チーフプロデューサー。
文化庁芸術祭優秀賞、ギャラクシー賞、モンテカルロ・テレビ祭優秀賞、アジア太平洋放送連合賞等受賞。
作家・哲学者の東浩紀とは従兄弟にあたる。

## 作品

### 演出
- 連続テレビ小説
  - 春よ、来い （1994年）
  - こころ （2003年）
- 大河ドラマ
  - 毛利元就 （1997年）
  - 風林火山 （2007年）
- 一絃の琴 （2000年）
- トトの世界 （2001年）
- 君を見上げて （2002年）
- 少年たち3 （2002年）
- ねばる女 （2004年）
- 日本の、これから番組内ドラマ「幸福2020」（2005年）
- マチベン （2006年）

### 制作統括
- 監査法人 （2008年） ※プロデューサー兼
- 最後の戦犯 （2008年）
- リミット -刑事の現場2- （2009年）
- 気骨の判決 （2009年）
- 鉄の骨 （2010年）
- 15歳の志願兵 （2010年）
- 心の糸 （2010年）
- 大河ドラマ
  - 平清盛 （2012年）
  - どうする家康（2023年）[7]
- 黒猫、ときどき花屋 （2013年）
- 死刑台の72時間 （2013年）
- 珈琲屋の人々 （2014年）
- プラトニック （2014年）
- チョコレートTV （2014年） ※文化庁芸術祭参加作品[8]
- 昨夜のカレー、明日のパン（2014年）
- ラギッド!（2015年）
- デザイナーベイビー - 速水刑事、産休前の難事件 -（2015年）
- 富士ファミリー（2016年）
- スニッファー 嗅覚捜査官 (2016年)
- この声をきみに（2017年）
- 連続テレビ小説 なつぞら（2019年）[9]
- 赤ひげ3（2020年）
- 十三人の刺客（2020年）
- うつ病九段（2020年）
- 明治開化 新十郎探偵帖（2020年 - 2021年）
- 小吉の女房2（2021年）
- あなたのそばで明日が笑う（2021年）
- 燕は戻ってこない（2024年）
- おいち不思議がたり（2024年）
- 東京サラダボウル（2025年）